# Каменюки
Каменюки (трансліт.: Kamieniuki, рос. Каменюки загальна назва Каменюки) — агропромисловий комплекс у Кам'янецькому районі Берестейської області. Входить до складу Каменюцької сільської ради.
З 14 квітня 1964 р. є центром Каменюцької сільської ради.

## Географія
Розташований за 21 км на північ від м. Кам'янець, 60 км від Берестя, за 47 км від залізничної станції Жабинка, на річці Права Лісна.

## Населення
- 2010 рік — 1119 жителів
- 1997 рік — 1248 жителів, 500 дворів[3]
- 1921—138 жителів[4]

## Пам'ятки
- Братська могила (1941) — Гісторыка-культурная каштоўнасць Беларусі, шыфр 113Д000348.